# أجريل
أجريل (بالبرتغالية: Agrale‏) هي شركة برازيلية لتصنيع السيارات. تأسست في عام 1962، ويقع مقرها في كاكسياس دو سول في ولاية ريو غراندي دو سول. تقوم الشركة بتصنيع الجرارات والمركبات التجارية والمركبات العسكرية والحافلات والشاسيهات والمحركات. تشتمل الجرارات على نماذج مطورة ذاتيًا وتلك التي تعتمد على تصميمات شركة زيتور. لم تعد الشركة تنتج الدراجات النارية أو الدراجات البخارية.
تنتج شركة لينتيك التابعة لأجريل المولدات ومضخات المياه بالديزل والمحركات والقواطع الدوارة (آلات تقطيع الأعشاب الضارة) ومعدات مناولة المواد.